# Love Is Dead (cântec de Kerli)
Love Is Dead este primul disc single al cântăreței estoniene Kerli, extras de pe albumul cu același nume și promovat începând cu decembrie 2007 sub egida casei de discuri Island Records. Piesa a avut statut de single promoțional, a fost lansată atât în format fizic, cât și digital și a beneficiat de un videoclip filmat în regia lui Josh Mond.